# Windows Server System
Windows Server System er en samling af integreret server software fra Microsoft, som kan fungere som den bageste del af en organisations informationsteknologi systemer.

## Platform
- Microsoft Windows Server
  - Active Directory
  - Internet Information Services (IIS)
  - Terminal Services
  - Windows Media Services

## Server produkter
- Microsoft Application Center
- Microsoft BizTalk Server
- Microsoft Commerce Server
- Microsoft Content Management Server
- Microsoft Exchange Server
- Microsoft Host Integration Server
- Microsoft Identity Integration Server
- Microsoft Internet Security and Acceleration Server
- Microsoft Operations Manager
- Microsoft Office Live Communications Server
- Microsoft Office Project Server
- Microsoft Office SharePoint Portal Server
- Microsoft Speech Server
- Microsoft SQL Server
- Microsoft Systems Management Server
- Microsoft Virtual Server
- Microsoft Windows Storage Server